# Tophalf

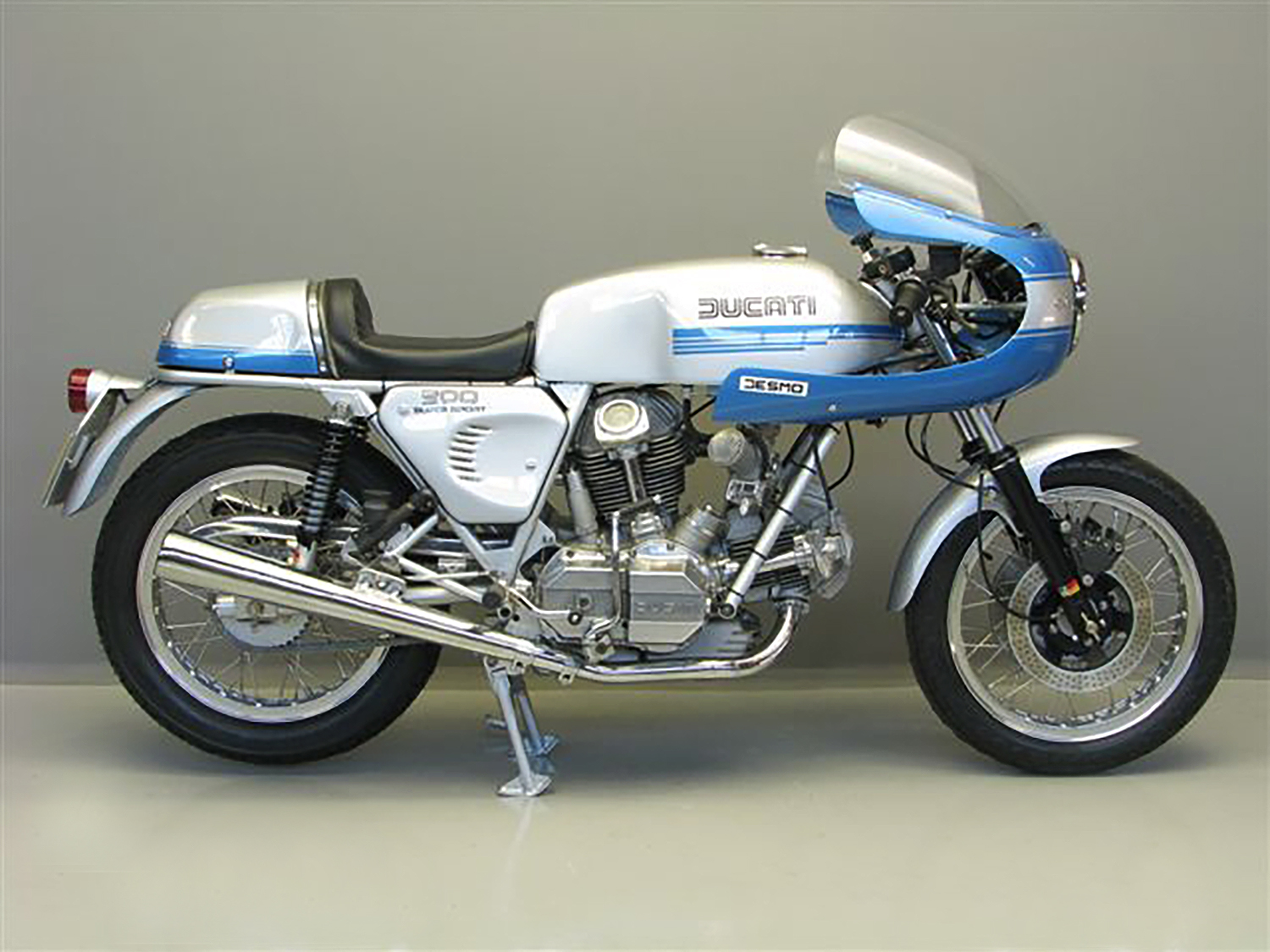
De Ducati 900 SS uit 1977 is voorzien van een tophalf

Een tophalf is een stroomlijnkuip voor motorfietsen die het stuur, koplamp en soms de bovenzijde van het motorblok omsluit. In tegenstelling tot een stuurkuip is een tophalf aan het frame bevestigd. Soms een volledige kuip waarvan de lowers verwijderd zijn, waardoor de bovenste helft (top half) over blijft.